# لیبی شارپ
لیبی شارپ (انگلیسی: Libby Sharpe؛ زادهٔ ۲۷ نوامبر ۱۹۹۱) بازیکن فوتبال اهل استرالیا است.